# Ñuflo de Chaves
Ñuflo de Chaves o Ñuflo de Chávez (Santa Cruz de la Sierra, 1518 – 1568) è stato un navigatore e conquistador spagnolo. È conosciuto principalmente per aver fondato la città di Santa Cruz de la Sierra, in quella che oggi è la Bolivia.

## Biografia
Ñuflo de Chaves nacque e crebbe nel piccolo villaggio spagnolo di Santa Cruz de la Sierra ("Santa Croce delle Montagne"), circa 12 km a sud di Trujillo in Estremadura.
Si arruolò nella marina militare partendo da conquistador alla volta del Sudamerica.
Nel 1544 ad Asunción (l'odierno Paraguay) partecipò alla rivolta contro il governatore spagnolo Álvar Núñez Cabeza de Vaca. Supportò Domingo Martínez de Irala nella nomina a governatore, e preparò una spedizione verso Charcas (l'attuale Sucre). Nel 1557 pianificò una spedizione volta alla conquista delle terre Jarayes, raggiungendo quello che oggi è noto come lo stato federale brasiliano del Mato Grosso, dove pensava di trovare miniere d'oro.
Nel 1561 si spostò nel bacino dell'Amazzonia meridionale con un gruppo di coloni, dove fondò la città di Santa Cruz de la Sierra, dandole il nome della propria città natale in Spagna. Ñuflo de Chaves vi si insediò con la famiglia, divenendo il primo europeo ad importare capre e pecore nella regione. Venne ucciso durante un conflitto con i nativi Itatin nel 1568. Pochi anni dopo l'insediamento si spostò di 220 km ad ovest a causa dei continui scontri con i nativi.
In Bolivia esiste la provincia di Ñuflo de Chávez, nel Dipartimento di Santa Cruz, dedicata proprio a lui.